# Vall del Mediona-Bitlles
La Vall del Mediona-Bitlles es troba a la comarca de l'Alt Penedès, específicament entre els municipis de Sant Joan de Mediona, també anomenat Mediona, i el municipi de Sant Pere de Riudebitlles, units pel riu Mediona-Bitlles, que en el seu tram pel municipi s'anomena Riu de Bitlles.
Més enllà d'aquest tram, la seva importància arriba fins al riu Anoia i vertebra El camí del riu.